# 卢塔洛·穆罕默德
卢塔洛·穆罕默德（英語：Lutalo Muhammad，1991年6月3日—）生于伦敦，是一名英国男子跆拳道运动员，曾就读于密德萨斯大学。他的父母都是津巴布韦人。穆罕默德的父亲在他三岁时开始担任其跆拳道教练。穆罕默德是87公斤级选手，然而英国跆拳道队却选择让他代表英国参加2012年伦敦奥运男子80公斤级项目，由于他的同胞亚伦·库克当时在该项目上排名世界第一，英国跆拳道队的这一决定引发了巨大争议，部分运动员批评英国跆拳道队的决定。穆罕默德本人则回应称竞技体育有赢有输，然而自己的关注点并不在库克上，而是争取获得金牌。奥运正赛，穆罕默德在四分之一决赛中落败，最终凭借复活赛的胜利获得一枚铜牌。